# Канді
Ка́нді (синг. මහනුවර, МФА: [mahanuʋərə], Маханувара ; там. கண்டி, МФА: [ˈkaɳɖi]) — місто в центральній частині Шрі-Ланки, стародавня столиця Цейлону. Відоме також як Сенкадагалапура (англ. Senkadagalapura). Канда в перекладі означає «гора», а місцева назва міста Маха Нувара — Велике Місто.
У 1988 році місто включене до списку Всесвітньої спадщини ЮНЕСКО.

## Географія
Розташоване серед пагорбів, за 115 км від Коломбо, на висоті 500 м над рівнем моря. У центрі міста розташовано штучне озеро, через місто протікає широка річка Махавелі Ганга. Населення — 161 тис. чоловік (2001). За економічним становищем місто Канді займає друге місце на Шрі-Ланці після Коломбо.

### Клімат
Місто знаходиться у зоні, котра характеризується вологим тропічним кліматом. Найтепліший місяць — квітень із середньою температурою 25.6 °C (78 °F). Найхолодніший місяць — січень, із середньою температурою 22.8 °С (73 °F).
| Клімат Канді            | Клімат Канді | Клімат Канді | Клімат Канді | Клімат Канді | Клімат Канді | Клімат Канді | Клімат Канді | Клімат Канді | Клімат Канді | Клімат Канді | Клімат Канді | Клімат Канді | Клімат Канді |
| Показник                | Січ.         | Лют.         | Бер.         | Квіт.        | Трав.        | Черв.        | Лип.         | Серп.        | Вер.         | Жовт.        | Лист.        | Груд.        | Рік          |
| Середня температура, °C | 23           | 24           | 25           | 26           | 25           | 24           | 24           | 24           | 24           | 24           | 24           | 23           | 24           |
| Норма опадів, мм        | 122          | 67           | 103          | 179          | 155          | 205          | 171          | 141          | 146          | 287          | 273          | 217          | 2066         |
| ----------------------- | ------------ | ------------ | ------------ | ------------ | ------------ | ------------ | ------------ | ------------ | ------------ | ------------ | ------------ | ------------ | ------------ |
| Джерело: Weatherbase    |              |              |              |              |              |              |              |              |              |              |              |              |              |

## Історія
Місто засноване в XIV ст. королем Вікрамабаху III (1357–1375). У 1590 році, коли португальці захопили південно-західне і північне узбережжя острова, сингальські правителі пішли в гори і заснували державу зі столицею в Канді. Протягом 225 років держава була незалежною, і лише в 1815 році англійці зуміли захопити місто. Численні важливі історичні події пов'язані з цим містом, а жителі Канді досі зберігають самобутню культуру, традиції та мистецтво сингальського народу. Кандійські танцюристи захоплюють мандрівників з усього світу самобутністю рухів, незвичайною пластикою, красою костюмів, а «поглинателі вогню», які танцюють на розпеченому вугіллі, просто вражають глядачів своїм незвичайним мистецтвом.

## Пам'ятки
Відоме як одне зі священних буддійських міст, місце знаходження Храму Зуба Будди (Далада Малігава). З храмом пов'язане саме урочисте буддійське свято Перехера. У Канді знаходиться один з найбільших в Азії ботанічних садів Піраденія, в якому є величезна колекція тропічних дерев і рослин.
У районі Канді на відстані 15–20 хвилин їзди знаходяться кілька буддійських храмів XIV–XVII століть, знаменитих фресками і різьбленням по дереву. Канді це так само центр народних промислів, який славиться своїми умільцями. Майстри плетіння з соломки і бамбука з Думбари, срібних справ майстри з Наттарапоти, умільці різьблення по дереву з Ембекке продовжують традиції майстрів минулого, виготовляючи чудові вироби, одні з найкращих в Шрі Ланці.